# Slaget ved Åsle
Slaget ved Åsle (også kendt som Slaget på Falan) blev udkæmpet mellem Albrecht af Mecklenburgs og Margrethe Valdemarsdatters tropper den 24. februar 1389.

## Baggrund
Den 22. marts 1388 blev Margrethe I udpeget som regent i Sverige. Albrecht af Mecklenburg svarede ved at sikre sig støtte fra borgerne i Stockholm og begav sig i sensommeren til Tyskland for at hverve tropper, så han kunne sætte magt bag ordene. I løbet af 1388 indledte Margrethes svenske tropper en belejring af fæstningen Axevalla mellem Skara og Skövde, som havde en tysk besætning. Margrethes hovedstyrke drog efterhånden bort, og man efterlod en mindre belejringsstyrke under Nils Svarte Skåning for at udsulte fæstningens forsvarere.
Kong Albrecht vendte tilbage til Sverige ved nyårsskiftet 1388-1389. I Tyskland havde kong Albrecht af Mecklenburg hvervet krigsvante og beredne tropper, muligvis ca. 1.000 mand. De gik formodentlig i land i Kalmar, og Albrecht passerede Rumlaborg udenfor Jönköping med sine hvervede tropper. Da hans styrker var nået til Axvall, fik han at vide, at en dansk styrke var passeret langs Nissastigen og nu befandt sig på Jönköpingegnen. Albrecht og hans styrker vendte straks om. Den dansk-svenske hær bestod af 1.500 mand under ledelse af mecklenburgeren Henrik Parow.

## Slaget
Den svenske belejringsstyrke og den danske styrke forenedes og drog nordpå. Den 24. februar 1389 mødtes styrkerne ved Åsle kirkeby ca. 10 km øst for Falköping. Den dansk-svenske styrke havde indtaget en god position, hvor flankerne var beskyttet på ene side af en sump og på anden side af Mösseberg. En gruppe på ca. 60 tyske riddere under ledelse af ridder Gert Snakenborg angreb sammen med dennes bror, Heine, men trak sig derpå langsomt ud af slagmarken. Derudover findes der ingen mere detaljeret beskrivelse af forløbet.
Kong Albrecht, hans søn, Erik af Mecklenburg, biskoppen af Skara, Rudolf af Mecklenburg og mange riddere blev krigsfanger. Ifølge Rimkröniken døde 20 tyske og 8 svenske eller danske riddere, blandt dem Henrik Parow. Den lybske krønikeskriver, Detmar, beskrev slaget sådan:
| Citat                | kongen var så ivrig efter kamp og havde så travlt, at ikke alle blandt hans folk nåede at gøre sig færdige. Da det kom til egentlig kamp, vandt han den første træfning og splittede to hærafdelinger. Men hans succes varede ikke længe, og kongen tabte slaget med alle de herrer og riddere, som var med i kampen, med undtagelse af dem, som flygtede. Særligt var der én, der hed Gert Snakenburg, og han flygtede på sin første dag som ridder. Han tog 60 riddere med sig i flugten, og det var den vigtigste grund til, at slaget blev tabt. | Citat |
| Linton 1997, s. 106f | |       |

## Efterspil
Da Margrethe fik nyheden om slaget, befandt hun sig i Varberg og krævede, at krigsfangerne skulle føres til Bohus fæstning, hvor hun selv tog hen. Biskoppen af Skara blev sat fri, men andre krigsfanger måtte betale for deres løsladelse. Kong Albrecht og hans søn blev holdt fanget indtil 1395, da de blev løsladt efter at have undertegnet Lindholmtraktaten.
Pr. tradition plejer man at forklare kong Albrechts nederlag med, at de tyske rytteres heste sank i og ikke kunne komme frem i den opblødte jord. Det hævdes også, at Margrethes tropper blev anført af Erik Kettilsson Puke i stedet for Henrik Parow. Begge disse påstande er opspind ifølge middelalderhistorikeren Lars-Olof Larsson.
Den 5. juli 1896 rejste man en mindesten over slaget ved Åsle kirka.

### Trykte kilder
- Ellen Hagen: Margrethe – Nordens drottning, 1953, ISBN 9915109830
- Lars-Olof Larsson: Kalmarunionens tid, 1997, ISBN 9151842173
- Michael Linton: Margareta. Nordens drottning 1375-1412, 1998 ISBN 91-7486-471-8 (dansk udgave: Margrete den 1. – Nordens dronning, 2000, ISBN 87-00-45498-2)
- Ulf Sundberg: Medeltidens svenska krig, 1999, ISBN 9189080262 side 190-193